# JJ Feild
JJ Feild (* 1. April 1978 in Boulder, Colorado als John Joseph Feild) ist ein britisch-US-amerikanischer Schauspieler.

## Leben
Geboren im amerikanischen Colorado, zog Feild mit seiner Familie (Vater Reshad Feild, Brite, Mutter Amerikanerin, zwei ältere Brüder, eine jüngere Schwester) nach seiner Geburt zurück nach England. Er wuchs mit seinen Geschwistern in London auf.
Zu Schulzeiten spielte er in Schultheateraufführungen mit. Während der Zeit seines Schulabschlusses verbrachte er viel Zeit mit Freunden in Londoner Pubs und improvisierte mit ihnen Stücke von Bertolt Brecht und William Shakespeare. Im Alter von 17 Jahren reiste er für ein Jahr mit seinem älteren Bruder durch Tibet.
Nach seiner Rückkehr begann er seine Ausbildung an der Webber Douglas Academy of Dramatic Art, die er 1999 erfolgreich beendete. Feild spielte erste kleinere Fernsehrollen, bevor er 2001 in Stephen Poliakoffs Dreiteiler Perfect Strangers und dem von Regisseur Frank Schepisi inszenierten Film Last Orders – Letzte Runde in der Rolle des Jack (als junge Ausgabe von Michael Caines Charakter) zu sehen war. Im gleichen Jahr verkörperte er den Jack in der britischen Verfilmung des Märchens Hans und die Bohnenranke zusammen mit Vanessa Redgrave, Matthew Modine und Richard Attenborough.
2002 spielte Feild seine erste Kinorolle in Kathryn Bigelows U-Bootdrama K-19 – Showdown in der Tiefe. Im gleichen Jahr drehte er mit dem dänischen Dogma 95 Regisseur Kristian Levring im Dschungel von Malaysia das Drama The Intended. Ab dem Jahr 2003 ging er eine sehr lang andauernde und arbeitsintensive Verpflichtung in Peter Greenaways Multimedia-Projekt Tulse Luper ein. Er spielte die Rolle des Tulse Luper in mehreren Filmen, stand für Sprachinstallationen und Bilder zur Verfügung. Die Zusammenarbeit mit Greenaway erreichte mit dem Film A Life in Suitcases im Jahr 2005 ihren Höhepunkt.
2004 stand Feild gemeinsam mit David Suchet in der Neuverfilmung von Agatha Christies Tod auf dem Nil vor der Kamera. Im Rahmen der britischen Fernsehserie Agatha Christie’s Poirot wurde an Originalschauplätzen der 1978er-Fassung von Tod auf dem Nil in Ägypten gedreht. 2005 spielte Feild in der Verfilmung von William Goldings To the Ends of the Earth-Trilogie die Rolle des Lieutenant Deverell. Danach folgten Dreharbeiten zu Elie Chouraquis Drama Ô Jerusalem nach dem gleichnamigen Roman von Dominique Lapierre und Larry Collins aus dem Jahr 1972. Erzählt wird die Geschichte der Staatsgründung Israels. Für diese Verfilmung stand Feild mit Patrick Bruel, Ian Holm und Tovah Feldshuh auf Rhodos vor der Kamera.
Im Jahr 2006 drehte er für die BBC The Secret Life of Mrs. Beeton. Verfilmt wurde das Leben von Isabella Beeton, die gemeinsam mit ihrem Mann Samuel (gespielt von Feild) das Werk Mrs Beeton’s Book of Household Management herausbrachte. Für die Verfilmungen der ersten beiden Bücher von Philip Pullmans The Sally Lockhart Mysteries-Reihe stand er für Der Rubin im Rauch und Der Schatten im Norden als Frederick Garland vor der Kamera.
Für die filmische Neuauflage von Jane Austens Buch Die Abtei von Northanger durch den britischen Fernsehsender ITV schlüpfte er in die Rolle des Henry Tilney. Der Film Northanger Abbey lief im Frühjahr 2008 auch im Rahmen der Jane Austen Season beim amerikanischen Sender PBS. Im Jahr 2009 standen drei neue Filmprojekte an: In Telstar, einer biographischen Verfilmung des Lebens von Musiker und Produzent Joe Meek, war Feild als blonder Heinz Burt unter anderem neben Kevin Spacey zu sehen. Der Film feierte am 25. Oktober 2008 auf dem London Film Festival Premiere und kam im Juni 2009 in die britischen Kinos. Blood – The Last Vampire ist die Realverfilmung des Animefilmklassikers Blood: The Last Vampire, dort spielte Feild die Rolle des Luke. Der Film lief ebenfalls im Juni 2009 in Großbritannien an. In Goal III – Das Finale, dritter Teil der Fußballfilm-Trilogie Goal und somit die Fortsetzung von Goal – Lebe deinen Traum und Goal II – Der Traum ist real!, war Feild als Liam Adams zu sehen. Im Fernsehen spielte er in der irischen RTÉ-Produktion Pure Mule die Rolle des Tom Stafford.
Im Herbst 2009 drehte er in Wales zusammen mit Benedict Cumberbatch und Tom Burke den Independent Film Third Star, der am 26. Juni 2010 seine Premiere auf dem Edinburgh Film Festival feierte. Am 30. August 2010 war er in der ITV-Verfilmung von Agatha Christie’s Marple Das Fahle Pferd als Paul Osbourne zu sehen. Ab August 2010 stand er in Großbritannien für die Verfilmung von Marvels Realverfilmung Captain America: The First Avenger als Montgomery Falsworth vor der Kamera. Der Film kam schließlich 2011 in die Kinos. Im Film Austenland, der beim Sundance Film Festival 2013 Premiere hatte, spielt er die Rolle des Mr. Henry Nobley.
Ab dem 5. Februar 2008 war Feild im Londoner Westend in der Doppelrolle als Hugo und als Frédéric in Ring Round the Moon zu sehen. Christopher Frys Adaption von Jean Anouilhs Stück Einladung ins Schloß lief im Playhouse Theater London vom 5. Februar bis zum 29. März 2008. Vom 21. November bis zum 20. Dezember 2008 stand er erneut auf der Theaterbühne. Das erstmals aufgeführte und mit einem Laurence Olivier Award in der Kategorie Outstanding Achievement in an Affiliate Theatre ausgezeichnete Stück The Pride von Alexi Kay Campell wurde im Royal Court Theatre gezeigt. Feild war 2008 in der Rolle des Philip zu sehen.
Er ist ein leidenschaftlicher Golfspieler. Im Oktober 2007 nahm er am Alfred Dunhill Link Championship Golfturnier in St. Andrews, Schottland teil. 2008, 2009 und 2010 spielte er bei Dougray Scotts Wohltätigkeits-Golfturnierserie Leuka Mini Masters mit.

## Filmografie (Auswahl)
- 1999: Heartbeat (Fernsehserie, Episode 9x09)
- 1999: The Bill (Fernsehserie, Episode 15x86)
- 2000: Reach for the Moon (Miniserie, unbekannte Anzahl)
- 2000: The Railway Children (Fernsehfilm)
- 2000: Hope & Glory (Fernsehserie, Episode 3x03)
- 2001: The Life and Adventures of Nicholas Nickleby (Fernsehfilm)
- 2001: Perfect Strangers (Fernsehserie, unbekannte Anzahl)
- 2001: Last Orders – Letzte Runde (Last Orders)
- 2001: Jagd auf den Schatz der Riesen (Jack and the Beanstalk: The Real Story) (Fernsehfilm)
- 2002: K-19 – Showdown in der Tiefe (K-19: The Widowmaker)
- 2002: The Intended
- 2003: The Tulse Luper Suitcases Part 1: The Moab Story
- 2003: The Tulse Luper Suitcases: Antwerp
- 2003: The Tulse Luper Suitcases Part 3: From Sark to the Finish
- 2004: The Tulse Luper Suitcases Part 2: Vaux to the Sea
- 2004: Agatha Christie’s Poirot – Tod auf dem Nil (Death on the Nile, Fernsehfilm)
- 2004: Waking the Dead – Im Auftrag der Toten (Waking the Dead) (Fernsehserie, Episode 4x01)
- 2004: Moving On (Kurzfilm)
- 2005: Ein Leben in Koffern (A Life in Suitcases)
- 2005: To the Ends of the Earth (Miniserie, Folge 1 und 2 von insgesamt 3)
- 2006: The Secret Life of Mrs. Beeton (Fernsehfilm)
- 2006: O Jerusalem
- 2006: Sally Lockhart – Der Rubin im Rauch (Sally Lockhart: The Ruby in the Smoke)
- 2007: Northanger Abbey (Fernsehfilm)
- 2007: Sally Lockhart – Der Schatten im Norden (Sally Lockhart: The Shadow in the North)
- 2008: Telstar
- 2008: Goal III – Das Finale (Goal III)
- 2009: Blood – The Last Vampire
- 2009: Pure Mule: The Last Weekend (Fernsehserie, 2 Episoden)
- 2010: Centurion
- 2010: Third Star
- 2010: Agatha Christie’s Marple: Das fahle Pferd (The Pale Horse)
- 2011: Captain America: The First Avenger
- 2013: Austenland
- 2014: Die Musketiere (The Musketeers) (Fernsehserie, Episode 1x04)
- 2014: Not Safe for Work
- 2014–2016: Turn: Washington’s Spies (Fernsehserie, 22 Episoden) (John André)
- 2017: Professor Marston & The Wonder Women
- 2018: Das etruskische Lächeln (The Etruscan Smile)
- 2018: The Romanoffs (Fernsehserie, 1 Episode)
- 2019: Le Mans 66 – Gegen jede Chance (Ford v Ferrari)
- 2019: New Amsterdam (Dr. Zach Ligon)
- 2019–2021: Lost in Space (Fernsehserie, 9 Episoden) (Ben Adler)
- 2020: Soulmates (Fernsehserie, 1 Folge, 1x06)
- 2022: Peripherie (The Peripheral, Fernsehserie)

## Theater
- 1999: Six Degrees of Separation als Rich und Ben
- 2008: Ring Round the Moon als Hugo und Frédéric
- 2008: The Pride als Philip